# Автошлях E712
Європейський маршрут E 712 — європейська дорога класу B у Швейцарії ТА Франції, що сполучає міста Женева — Марсель.

## Маршрут
- Швейцарія
  - E25, E21, E62 Женева
- Франція
  - E70 Шамбері
  - Гренобль
  - Екс-ан-Прованс
  - E714 Шамбері